# Spekholzerheide
Spekholzerheide ist ein Ortsteil der niederländischen Gemeinde Kerkrade und der flächenmäßig größte Teil von Kerkrade-West.

## Geschichte
Die Gegend der heutigen Spekholzerheide war bereits in prähistorischer Zeit besiedelt.
Spekholzerheide entstand als Dorf auf dem Plateau von Spekholzerheide. Der hier gelegene Bauernhof Speckhusen wird erstmals 1106 erwähnt. Nach der Urbarmachung im 18. Jahrhundert entstand auf dem Plateau ein Dorf auf dem Weg von Kerkrade nach Simpelveld. 1850 wurde die römisch-katholische Sint-Martinuskerk errichtet. Zwischen 1899 und 1902 wurde das Steinkohlebergwerk Willem-Sophia angelegt, welches 1970 geschlossen wurde. Eine bestehende Bergwerksbahn aus dem Jahr 1873 wurde 1934 in die Eisenbahnlinie Simpelveld-Spekholzerheide-Kerkrade-Schaesbergen umgewandelt, die als Miljoenenlijntje/Millionenlinie bekannt ist und 1993 aufgegeben wurde.

## Sehenswürdigkeiten

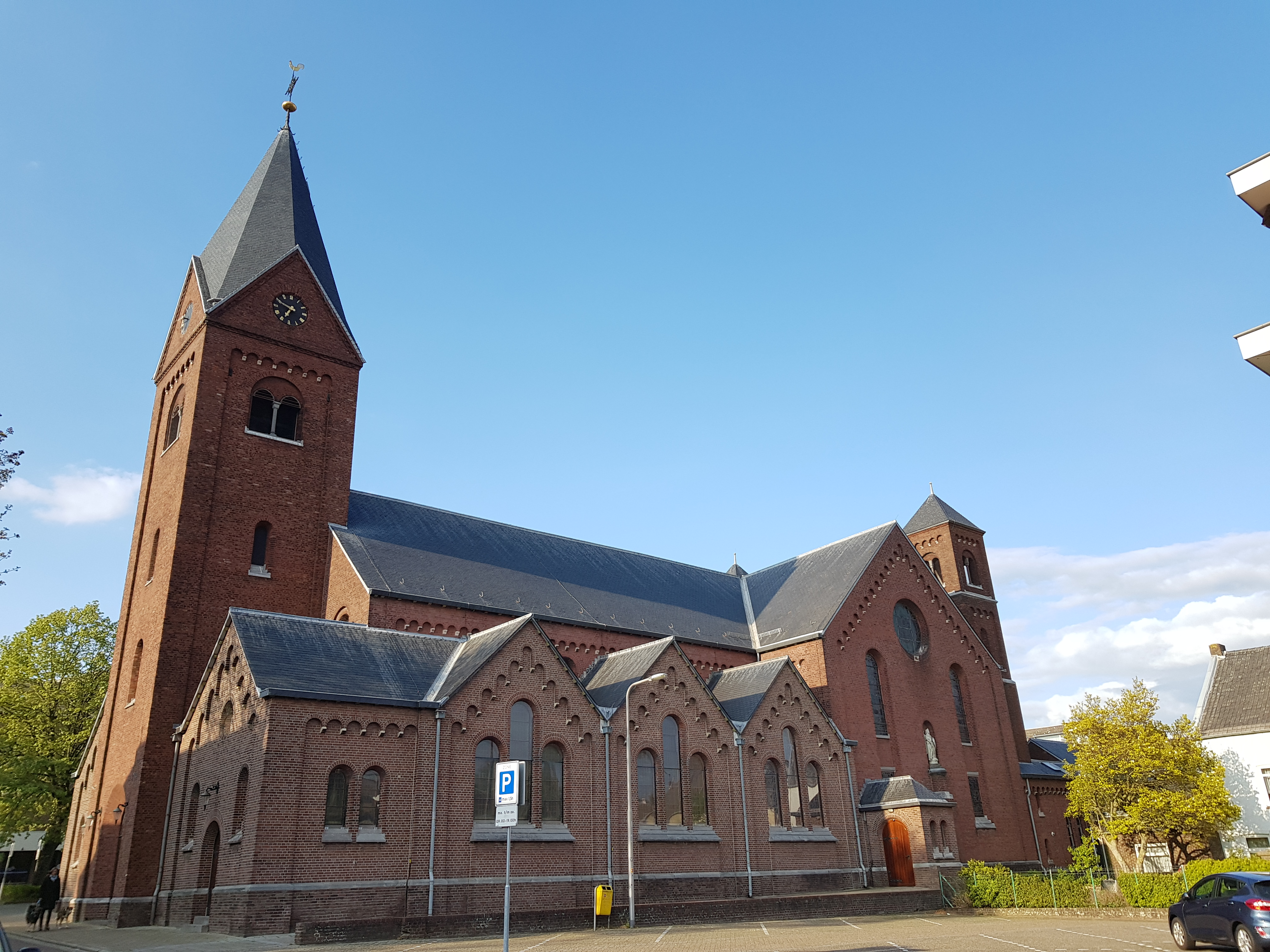
Die Sint-Martinuskerk

- Sint-Martinuskerk
- Mariakapel
- Heilig Hartbeeld

## Söhne und Töchter Spekholzerheides
- Hendrik Sonnenschein (1896–1939), Minenbeamter und Musiker
- Wiel Kusters (* 1947), Dichter und Literaturwissenschaftler